# دانیل آنری پاژو

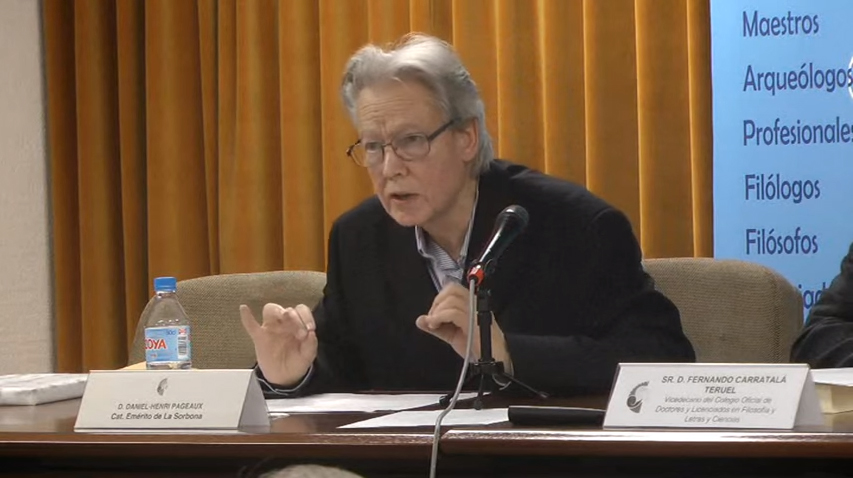

دانیل آنری پاژو (فرانسوی: Daniel-Henri Pageaux‎) متولد ۱۶ ژوئیه ۱۹۳۹ دانشمند فرانسوی متخصص ادبیات تطبیقی مخصوصاً ادبیات آمریکای لاتین و منطقه کاراییب است.
مهم‌ترین آثار وی از این قرار است:
La Littérature Générale Et Comparée
Le Rayonnement International de Victor Hugo
Ernesto Sabato: La Littérature Comme Absolu
Les Ailes Des Mots: Critique Litteraire Et Poetique De La Creation: Essai (Critiques Litteraires)
Naissances du roman